# Euchone incolor
Euchone incolor är en ringmaskart. Euchone incolor ingår i släktet Euchone och familjen Sabellidae. Inga underarter finns listade i Catalogue of Life.